# Перунов Мост
Перунов Мост — деревня в Ляденском сельсовете Червенского района Минской области Белоруссии.

## Происхождение названия
Название Перунов Мост, наиболее вероятно, происходит от имени славянского бога Перуна, повелителя грома и молнии. По свидетельствам старожилов, когда-то на месте мелиоративного канала, расположенного к западу от деревни, были труднопроходимые, особенно в межсезонье, болота, но именно через них проходил кратчайший путь до Екатерининского тракта — основной на то время дороги, иначе надо было ехать в обход около 10 вёрст. В связи с этим через болото была построена гребля из брёвен, засыпанных сверху песком, а над самым топким местом построили мост на сваях (по другим данным, сразу три моста). Однако через месяц мост был сожжён в результате попадания молнии во время ночной грозы. Год спустя сельчане построили новый мост, но и он вскоре сгорел от удара молнии (бел. пярун падпалiў — перуном здесь называли также сами гром и молнию). На следующее лето был сооружён третий мост, и только тогда «Перун перестал испытывать людское терпение и отстал от моста». В связи с этим мост и был прозван Перуновым.
Имеется и другая версия, согласно которой, строителем первого моста был француз по фамилии Пюры, от его фамилии и был прозван мост. Впоследствии местные жители переиначили название на свой лад, и мост стали называть Перуновым. Смотрителем моста и гребли назначался обычно житель деревни, которая впоследствии и была названа Перунов Мост.

## История
Впервые упоминается в конце XIX века. На 1885 год застенок Пуховичской волости Игуменского уезда Минской губернии. По данным переписи населения Российской империи 1897 года, здесь насчитывалось 5 дворов, проживали 48 человек. На начало XX века упоминается околица Мост-Перун, Мост-Перунов, состоявшая из 7 дворов, где жили 45 человек. К 1917 году число дворов увеличилось до 9, численность населения осталась прежней. С февраля по декабрь 1918 года деревня была оккупирована немецкими войсками, с августа 1919 по июль 1920 — польскими. 20 августа 1924 года деревня Перунов Мост вошла в состав вновь образованного Горковского сельсовета Червенского района Минского округа (с 20 февраля 1938 — Минской области). Согласно переписи населения СССР 1926 года насчитывалось 11 дворов, 51 житель. На 1940 год это была довольно крупная деревня, там насчитывалось 26 домов, проживали 130 человек. В ноябре 1942 года деревня была полностью разрушена немцами, 5 её жителей были убиты. 9 жителей деревни погибли на фронтах. Позже деревня была восстановлена. 16 июля 1954 года передана в Ляденский сельсовет. На 1960 год здесь жили 60 человек. В 1980-е годы населённый пункт входил в совхоз «Горки». На 1997 год 8 домов, 12 жителей.

## Население
- 1897 — 5 дворов, 48 жителей.
- начало XX века — 7 дворов, 45 жителей.
- 1917 — 9 дворов, 45 жителей.
- 1940 — 26 дворов, 130 жителей.
- 1960 — 60 жителей.
- 1997 — 8 дворов, 12 жителей.
- 2013 — 6 дворов, 9 жителей.